# Miguel Ángel Girollet
Miguel Ángel Girollet (* 1947 in Buenos Aires, Argentinien; † 24. April 1996 in Madrid, Spanien) war einer der bedeutendsten argentinischen und lateinamerikanischen klassischen Gitarristen.

## Leben
Girollet wurde 1947 in Buenos Aires, Argentinien geboren. Er studierte Gitarre bei den Professoren Graciela Pomponio und Jorge Martínez Zárate am Conservatorio Juan José Castro in Buenos Aires. Später setzte er sein Studium bei Abel Carlevaro and Ljerko Spiller für drei Jahre fort.
Miguel Angel Girollet trat in den meisten bekannten Konzerthäusern Nord- und Südamerikas und Europas auf, wie: dem Teatro Colón in Buenos Aires, der Carnegie Hall in New York (3-mal), DAR Constitution Hall in Washington, Berliner Philharmonie, dem Tschaikowsky-Saal in Moskau (4-mal), der Leningrader Philharmonie, Philharmonie Kiew, dem Chatschatrjan-Saal der Armenischen Philharmonie, der Dvořák Hall in Prag, Maison de Radio France und dem Auditorio Nacional de Música in Madrid. Er war auf Konzertreisen in der ehemaligen UdSSR (5-mal), Nord-, Latein- und Südamerika (6), und Deutschland (6). Außerdem war er oft in Spanien, Frankreich, Schweiz, England, Italien, Schweden, Polen, Griechenland, Belgien und der Tschechoslowakei. Er spielte als Solist mit dem Rundfunk-Sinfonieorchester Berlin, Sofia Philharmonie Orchester, Thüringer Sinfonieorchester, Bogotá Philharmonie Orchester, Nationalen Sinfonieorchester Buenos Aires, Orquesta Filarmónica de Buenos Aires, der Nationaloper Sofia (2-mal) und Camerata Bariloche. Sein Repertoire deckte Musik aus dem 16. Jahrhundert bis Zeitgenössische Musik ab.
Girollet war für zehn Jahre Professor am Internationalen Seminar in Porto Alegre (Brasilien), am Collegium Musìcum de Buenos Aires und an weiteren Konservatorien Argentiniens. Darüber hinaus unterrichtete er an der Universität Bordeaux, der Universität von Puerto Rico, Veracruz-Universität in Mexiko, Universidad de Costa Rica, in Bogota (Kolumbien) und dem Real Conservatorio Superior de Música de Madrid. Außerdem war er Juror bei Musikwettbewerben in Europa und Nord- und Südamerika.

## Instrument
Miguel Angel Girollet spielte auf einer Gitarre, welche von Manuel Contreras (Vater) im Jahre 1989 gebaut wurde. Das Instrument befindet sich derzeit im Besitz von Yves Lafontaine, einem kanadischen Virtuosen.

## Auszeichnungen und Preise (Auszug)
- Concurso Promociones Musicales de Buenos Aires (1970)
- Concurso Internacional de Porto Alegre (1971)
- Internationaler Gitarrenwettbewerb in Genf (1975)
- Concours International de Guitare of Radio France (1975)
- Internationaler Gitarrenwettbewerb Paris (1975)
- Wettbewerb Breyer (1976)
- Premio Konex (1989)

## Diskographie
Trotz seiner internationalen Konzerttätigkeit und der Anerkennung der Gitarrenwelt nahm Girollet nur eine CD auf. Seine Beweggründe dafür sind unbekannt.
- Musica Baroca Guitarra, Miguel Angel Girollet (Künstler), Johann Sebastian Bach, John Dowland, Girolamo Frescobaldi, Michael Praetorius und Sylvius Leopold Weiss (Komponisten), Opera Tres (SMD Schott Music Distribution), 1992.